# بليز
بليز (بالإنجليزية: Belize)، وهندوراس البريطانية سابقًا، هي دولة ذات نظام ملكي دستوري في شمال أمريكا الوسطى. تمتلك بليز مجتمعًا متنوعًا يضم العديد من الثقافات واللغات. على الرغم من استخدام غالبية السكان للغة الإسبانية والكريول إلا أن بليز هي الدولة الوحيدة في أمريكا الوسطى حيث اللغة الإنجليزية هي اللغة الرسمية. يحد بليز من الشمال المكسيك ومن الجنوب والغرب غواتيمالا وإلى الشرق البحر الكاريبي. يبلغ طول البر الرئيسي لبليز حوالي 290 كم و110 كم عرضًا.
تبلغ مساحة البلاد 22,960 كيلومترًا مربعًا ويبلغ تعداد سكانها 333,200 شخص (تقديرات 2010). تمتلك بليز الكثافة السكانية الأقل في أمريكا الوسطى. يبلغ النمو السكاني في البلاد 2.21% (تقديرات 2008) ومع ذلك فهي من أعلى المعدلات في المنطقة وفي نصف الكرة الغربي. تتمتع بليز بوفرة من الأنواع البرية والبحرية وفيها تنوع النظم الحيوية لكونها ممرًا بيولوجيًا لأمريكا الوسطى وموقعًا حيويًا هامًا على الصعيد العالمي.
بليز فريدة من نوعها ثقافيًا بين جيرانها في أمريكا الوسطى، بل هي الدولة الوحيدة في المنطقة ذات التراث الاستعماري البريطاني. تعتبر جزءًا من منطقة البحر الكاريبي الغربية، إلا أنها تشترك بتراثها مع الأجزاء الأخرى من منطقة البحر الكاريبي بين بلدان أمريكا الوسطى. بشكل عام، تعتبر بليز دولة في أمريكا الوسطى ذات علاقات قوية مع كل من منطقة البحر الكاريبي وأمريكا اللاتينية. بليز عضو في الجماعة الكاريبية وجماعة دول أمريكا اللاتينية ومنطقة البحر الكاريبي ومنظمة تكامل أمريكا الوسطى.

## أصل التسمية
يظهر أقدم سجل معروف لاسم بليز في مجلة القس الدومينيكاني فراي خوسيه ديلجادو، التي يرجع تاريخها إلى عام 1677. سجل ديلجادو أسماء ثلاثة أنهار رئيسية عبرها أثناء سفره شمالًا على طول الساحل الكاريبي: ريو سويتي وريو كيبوم وريو باليس. أُقترح أن باليس ترجع إلى كلمةbelix (أو beliz) من لغة المايا والتي تعني المياه الموحلة، على الرغم من عدم وجود مثل هذه الكلمة في لغة المايا في الواقع. في الآونة الأخيرة، اُقْتُرِحَ أن الاسم يأتي من عبارة bel Itza، والتي تعني الطريق إلى الإيتزا.
في عشرينيات القرن التاسع عشر، اخترعت النخبة الكريولية في بليز أسطورة أن الاسم الجغرافي بليز مشتق من النطق الإسباني لاسم القرصان الاسكتلندي بيتر والاس، الذي أسس مستوطنة عند مصب نهر بليز في عام 1638. لا يوجد دليل على أن القراصنة استقروا في هذه المنطقة وأن وجود والاس ذاته يعتبر أسطورة. اقترح الكتاب والمؤرخون العديد من أصول الكلام المحتملة الأخرى، بما في ذلك الأصول الفرنسية والأفريقية المفترضة.

## التاريخ

### التاريخ المبكر

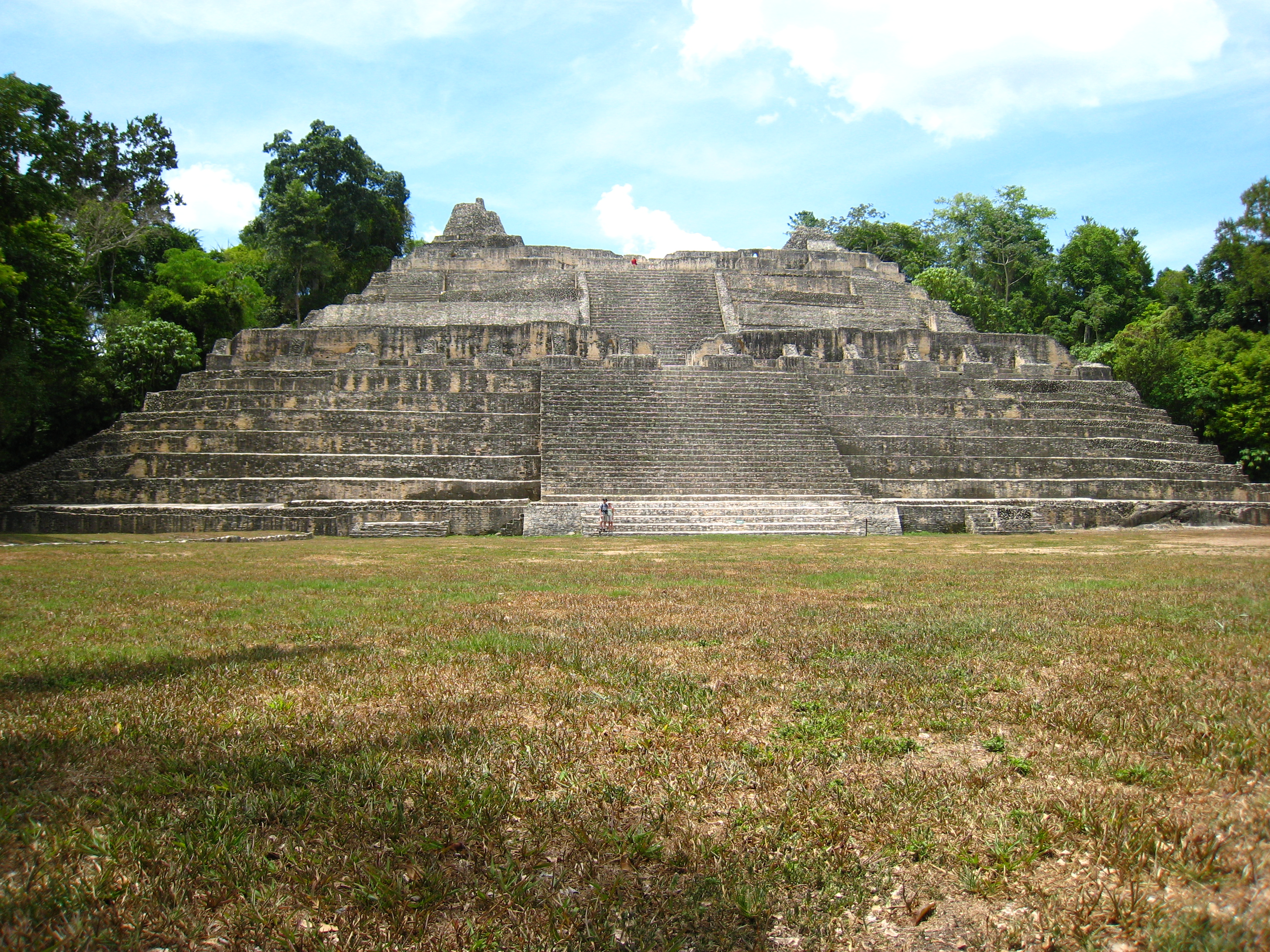
Caana في كاراكول

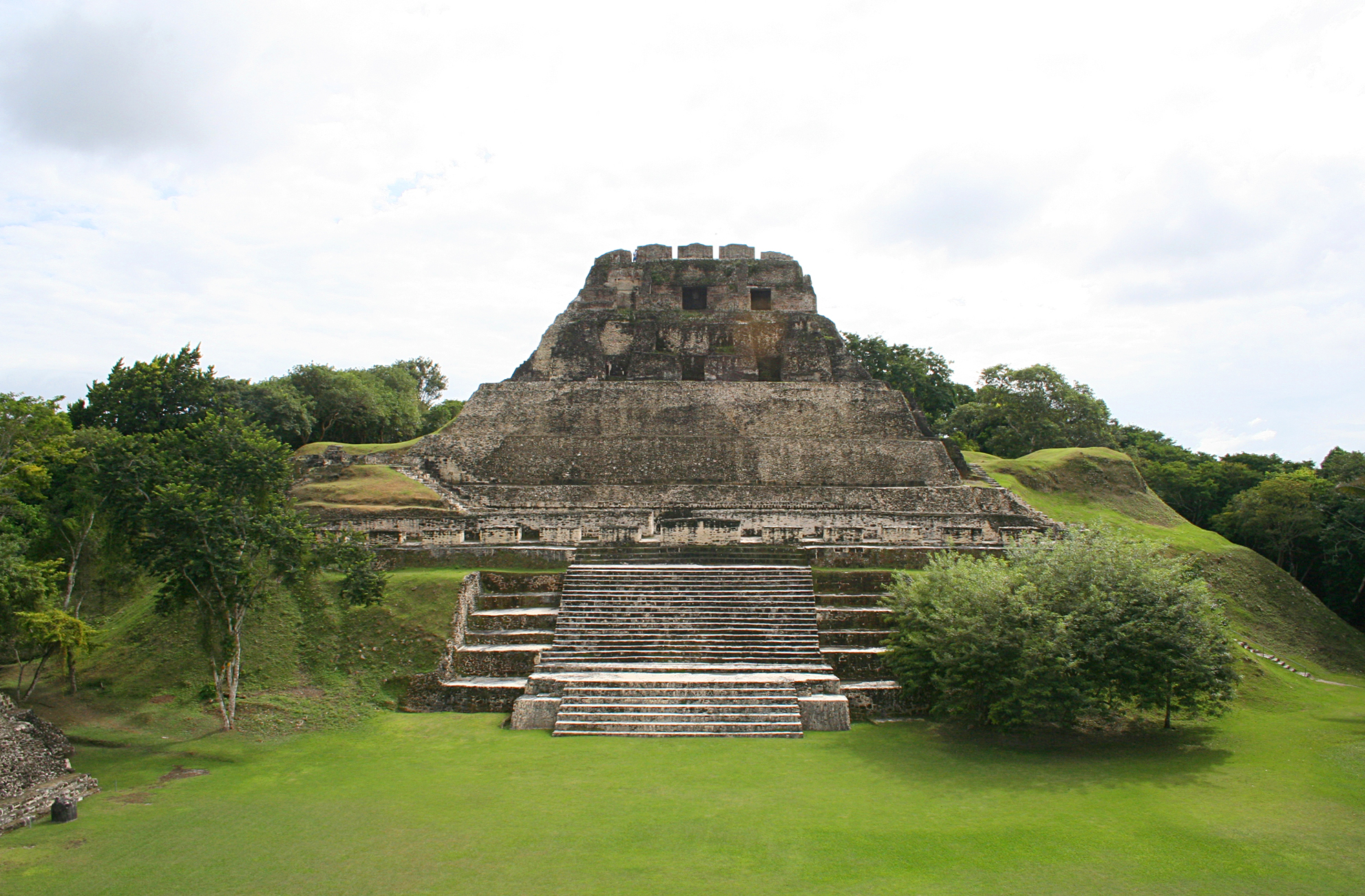
El Castillo في زونانتونيتش

ظهرت حضارة المايا قبل ما لا يقل عن 3000 عام في منطقة الأراضي المنخفضة لشبه جزيرة يوكاتان وفي مرتفعات الجنوب، في ما هو اليوم جنوبي شرق المكسيك وغواتيمالا وهندوراس الغربية وبليز. وما تزال قائمة العديد من جوانب هذه الحضارة في المنطقة على الرغم من الهيمنة الأوروبية التي دامت قرابة 500 عام. قبل عام 2500 قبل الميلاد تقريبًا، استقرت بعض مجموعات الصيد والعلف في القرى الزراعية الصغيرة، واستأنسوا محاصيل مثل الذرة والفاصولياء والكوسا والفلفل الحار. وطُور ضمن حضارة المايا الرئيسية عدد وفير من اللغات والحضارات الفرعية. وظهرت بين عامي 2500 قبل الميلاد و250 م المؤسسات الرئيسية لحضارة المايا.

### حضارة المايا
انتشرت حضارة المايا في أراضي بليز الحالية حوالي 1500  قبل الميلاد، وازدهرت حتى حوالي  900 بعد الميلاد. كان كاراكول هو المركز السياسي الحضري للمناطق الوسطى والجنوبية وربما سكنه أكثر من 140.000 شخص. شمال جبال المايا، أما مركز المناطق الشمالية فكان لاماناي. في أواخر العصر الكلاسيكي لحضارة المايا (600-1000  م)، سكن ما يقدر بـ 400,000 إلى 1,000,000 شخص في منطقة بليز الحالية.
عندما وصل المستكشفون الأسبان في القرن السادس عشر، كان منطقة بليز الحالية تشمل ثلاثة أقاليم مايا متميزة:
- مقاطعة شيتومال، والتي تشمل المنطقة المحيطة بخليج كوروزال
- مقاطعة دزولينيكوب،[23] والتي تضم المنطقة الواقعة بين النهر الجديد ونهر سيبون، غرب تيبو.
- منطقة جنوبية يسيطر عليها مانشي تشول مايا، تشمل المنطقة الواقعة بين نهر القرد ونهر سارستون.

### الفترة الاستعمارية المبكرة (1506–1862)
استكشف الغزاة الأسبان الأرض وأعلنوها جزءًا من الإمبراطورية الإسبانية، لكنهم فشلوا في حكم المنطقة بسبب افتقارها إلى الموارد والقبائل المعادية لحكهم.
زار القراصنة الإنجليز بشكل متقطع ساحل ما يعرف الآن ببليز، بحثًا عن منطقة يمكنهم من خلالها مهاجمة السفن الإسبانية والحصول على خشب البقم. تأسست أول مستوطنة بريطانية دائمة حوالي عام 1716، في ما أصبح مقاطعة بليز، وخلال القرن الثامن عشر، ظهر نظام يًستخدم فيه العبيد الأفارقة لقطع أشجار البقم. لاستفادة من اللون الأسود المستخرج منها. منح الأسبان المستوطنين البريطانيين الحق في احتلال المنطقة وقطع الأخشاب مقابل مساعدتهم في قمع القرصنة.
عين البريطانيون لأول مرة مشرفًا على منطقة بليز عام 1786. وقبل ذلك لم تكن تعترف الحكومة البريطانية بالمستوطنة خوفًا من إثارة هجوم الإسبان. سمح التأخير في الإشراف الحكومي للمستوطنين بوضع قوانينهم الخاصة بهم. خلال هذه الفترة، سيطر عدد قليل من المستوطنين على الهيئة التشريعية المحلية، المعروفة باسم الاجتماع العام، وكذلك سيطروا على معظم أراضي المستوطنة.

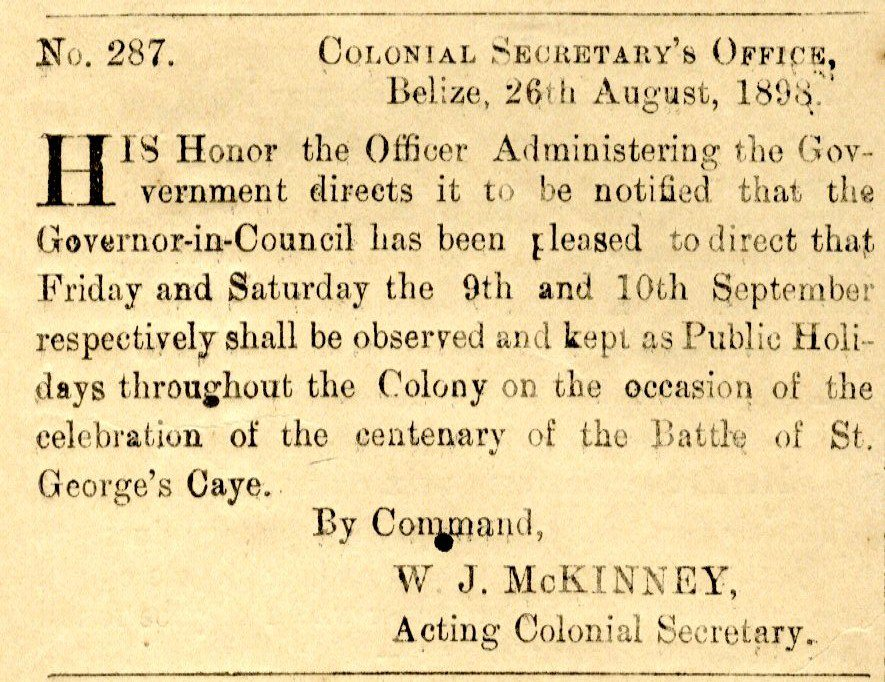
مقتطف من الجريدة الرسمية لعام 1898 التي أعلنت يوم 10 سبتمبر عطلة رسمية

طوال القرن الثامن عشر، هاجم الأسبان بليز في كل مرة اندلعت الحرب مع بريطانيا. كانت معركة سان جورج كاي في عام 1798 آخر الاشتباكات العسكرية بين الأسطول الإسباني والمستعمرون الأوائل وعبيدهم. أصبحت الذكرى عطلة وطنية في بليز ويُحْتَفَلُ بها لإحياء ذكرى البليزيين الأوائل ودفاعهم عن أرضهم ضد الإمبراطورية الإسبانية.

### الاستعمار البريطاني (1862–1981)
سعى البريطانيون في أوائل القرن التاسع عشر إلى إصلاح المستوطنين، مهددين بتعليق الاجتماع العام ما لم يلتزموا بتعليمات الحكومة للقضاء على العبودية تمامًا. بعد جيل من المشاحنات، ألغيت العبودية في الإمبراطورية البريطانية في عام 1833. عوض الملاك في هندوراس البريطانية بمبلغ 53.69 جنيهًا إسترلينيًا عن كل عبد أفريقي في المتوسط، وهو أعلى مبلغ دفع في أي إقليم بريطاني. لم يُمنح الأفارقة المستعبدين أي شكل من التعويض في ذلك الوقت ولا منذ ذلك الحين.
لم يغير القضاء على العبودية الكثير من ظروف عمل الأفارقة المستعبدين سابقًا إذا بقوا في تجارتهم. قامت سلسلة من المؤسسات بتقييد قدرة الأفراد الأفارقة المتحررون على شراء الأراضي. نظرًا لأن نخبة صغيرة كانت تسيطر على أراضي المستوطنة وتجارتها، لم يكن أمام الأفارقة المستعبدين سابقًا خيار سوى مواصلة العمل في قطع الأخشاب.
بعد تحرر أمريكا الوسطى من الحكم الإسباني في عام 1836، طالب البريطانيون بالحق في إدارة المنطقة. أعلنت المملكة المتحدة في عام 1862 رسميًا أن المنطقة مستعمرة للتاج البريطاني، تابعة لجامايكا، وأطلقت عليها اسم هندوراس البريطانية. منذ عام 1854، انتخب السكان الأكثر ثراءً مجلسًا للأعيان عن طريق الرقابة، والذي استبدل بمجلس تشريعي معين من قبل النظام الملكي البريطاني.

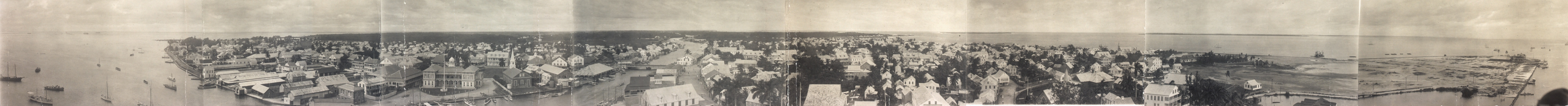
منظر بانورامي لمدينة بليز حوالي 1914

تسبب الكساد الكبير في الثلاثينيات في انهيار شبه كامل لاقتصاد المستعمرة مع انخفاض الطلب البريطاني على الأخشاب. تفاقمت آثار البطالة على نطاق واسع بسبب الإعصار المدمر الذي ضرب المستعمرة في عام 1931. تحسنت الظروف الاقتصادية خلال الحرب العالمية الثانية، حيث دخل العديد من رجال بليز القوات المسلحة أو ساهموا بطريقة أخرى في المجهود الحربي.
في أعقاب الحرب، أصيب اقتصاد المستعمرة بالركود. أدى قرار بريطانيا بتخفيض قيمة الدولار البريطاني في هندوراس في عام 1949 إلى تدهور الأوضاع الاقتصادية وأدى إلى إنشاء اللجنة الشعبية التي طالبت بالاستقلال. سعى خليفة اللجنة الشعبية، حزب الشعب المتحد (PUP)، إلى إصلاحات دستورية وسعت حقوق التصويت لتشمل جميع البالغين. أجريت أول انتخابات بموجب حق الاقتراع العام في عام 1954 وفاز بها حزب العمال التقدمي بشكل حاسم، وبدأت فترة ثلاثة عقود سيطر فيها حزب العمال التقدمي على السياسة في البلاد. أصبح الناشط المؤيد للاستقلال جورج كادي برايس زعيم حزب الشعب المتحد في عام 1956 ورئيسًا فعليًا للحكومة في عام 1961، وهو المنصب الذي شغله تحت ألقاب مختلفة حتى عام 1984.
بموجب الدستور الجديد، منحت بريطانيا بريطانيا حكمًا ذاتيًا لهندوراس في عام 1964. تغير اسم هندوراس البريطانية رسميًا إلى بليز في 1 يونيو 1973. أعيق التقدم نحو الاستقلال بسبب مطالبة غواتيمالا بالسيادة على أراضي بليز.

### بليز المستقلة (منذ 1981)
منحت بليز الاستقلال في 21 سبتمبر 1981. رفضت غواتيمالا الاعتراف بالدولة الجديدة بسبب نزاعها الإقليمي الطويل مع المستعمرة البريطانية، مدعية أن بليز تنتمي إلى غواتيمالا. بقي حوالي 1500 جندي بريطاني في بليز لردع أي توغلات محتملة.
فاز حزب العمال التقدمي برئاسة جورج كادلي برايس بجميع الانتخابات الوطنية حتى عام 1984 . في تلك الانتخابات، وهي أول انتخابات وطنية بعد الاستقلال، هزم الحزب الديمقراطي المتحد (UDP) حزب العمال التقدمي، وأصبح زعيمه مانويل إسكيفيل رئيس لاوزراء، وخسر برايس نفسه بشكل غير متوقع مقعده في مجلس النواب أمام منافس من الحزب الديمقراطي المتحد. عاد حزب حزب العمال التقدمي بقيادة برايس إلى السلطة بعد انتخابات عام 1989. أعلنت المملكة المتحدة في العام التالي أنها ستنهي مشاركتها العسكرية في بليز. سُحب الجنود البريطانيين في عام 1994، لكن المملكة المتحدة تركت وراءها وحدة تدريب عسكرية للمساعدة في قوة دفاع بليز المنشأة حديثًا.
استعاد الاتحاد الديمقراطي (UDP) السلطة في الانتخابات الوطنية عام 1993، وأصبح إسكيفيل رئيسًا للوزراء للمرة الثانية. بعد ذلك بوقت قصير، أعلن إسكيفيل تعليق الاتفاق الذي تُوُصِّلَ إليه مع غواتيمالا خلال فترة برايس، مدعيا أن برايس قد قدم الكثير من التنازلات للحصول على اعتراف غواتيمالا. ربما قلص الاتفاق النزاع الحدودي المستمر منذ 130 عامًا بين البلدين. استمرت التوترات الحدودية في أوائل العقد الأول من القرن الحادي والعشرين، على الرغم من تعاون البلدين في مجالات أخرى.
حقق حزب الشعب الوطني نصرا ساحقا في الانتخابات الوطنية عام 1998، وأدى زعيم الحزب سعيد موسى اليمين لرئاسة الوزراء. في انتخابات عام 2003، حافظ الحزب الوطني التقدمي على أغلبيته، واستمر موسى في رئاسة الوزراء. وتعهد بتحسين الظروف في الجزء الجنوبي المتخلف والذي يتعذر الوصول إليه إلى حد كبير من بليز.
كانت بليز مسرحًا للاضطرابات الناجمة عن الاستياء من حكومة حزب الشعب الوطني في عام 2005، بما في ذلك الزيادات الضريبية في الميزانية الوطنية. أدى دين بارو اليمين لرئاسة الوزراء في 8 فبراير 2008 بعد فوز حزب الاتحاد الديمقراطي (UDP) بانتصار ساحق في الانتخابات العامة. أعيد انتخاب بارو في عام 2012 بأغلبية أصغر بكثير. قاد بارو حزب الاتحاد الديمقراطي للفوز بالانتخابات العامة للمرة الثالثة على التوالي في نوفمبر 2015، مما زاد عدد مقاعد الحزب من 17 إلى 19. وقال إن الانتخابات ستكون الأخيرة له كزعيم للحزب وأن الاستعدادات جارية للحزب لانتخاب خليفته.
هزم حزب الشعب المتحد، بقيادة جوني بريسينو، الحزب الديمقراطي المتحد (UDP) في 11 نوفمبر 2020 لأول مرة منذ عام 2003، بعد أن فاز بـ 26 مقعدًا من أصل 31 لتشكيل حكومة بليز الجديدة. تولى بريسينيو منصب رئيس الوزراء في 12 نوفمبر.

## الجغرافيا

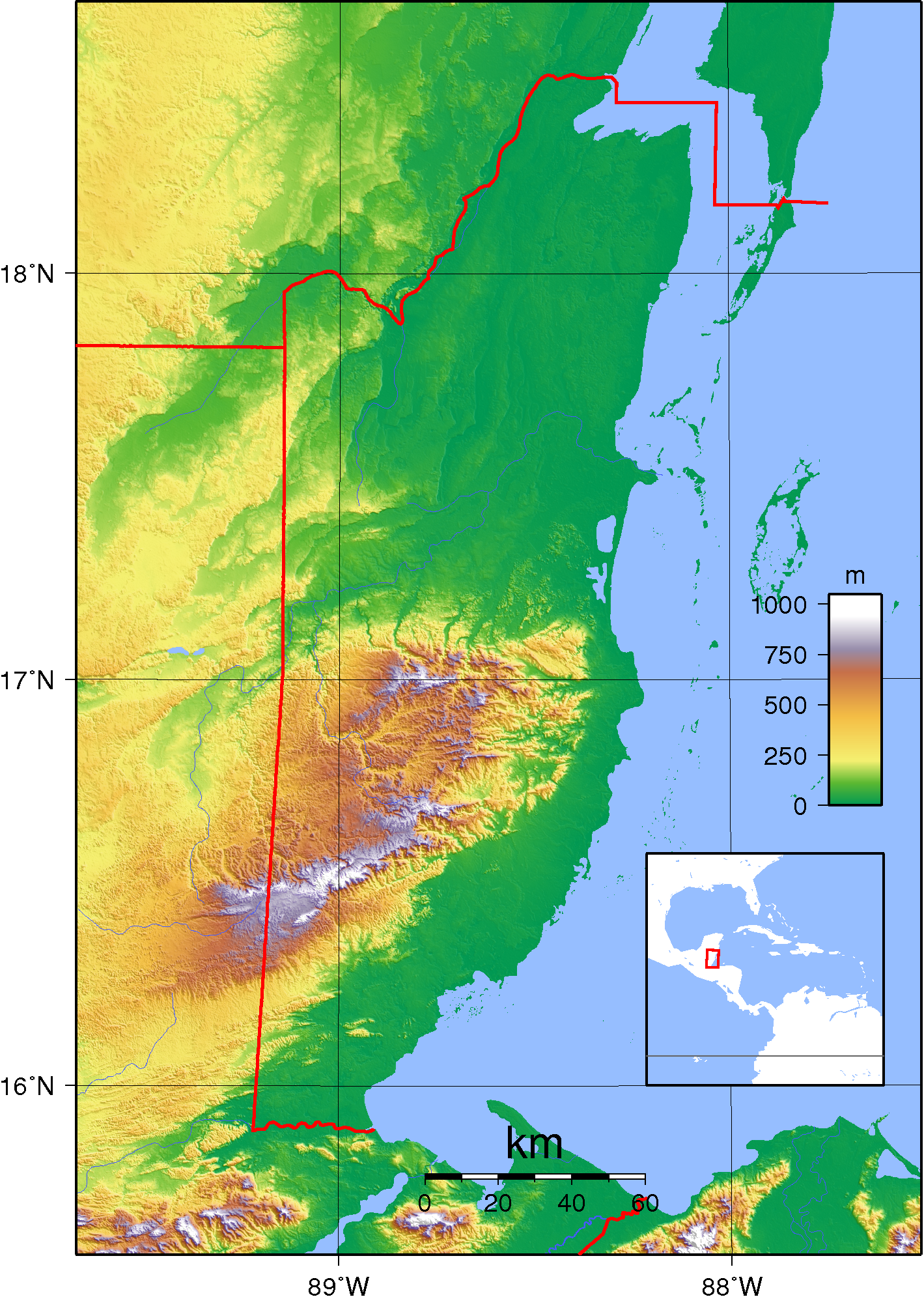
طبوغرافيا بليز

تقع بليز على ساحل الكاريبي في شمال أمريكا الوسطى. تشترك في الحدود من الشمال مع ولاية كينتانا رو المكسيكية، ومن الغرب إدارة بيتين الغواتيمالية، ومن الجنوب إدارة إيزابال الغواتيمالية، ومن الشرق البحر الكاريبي. يحيط ب 386 كيلومترًا (240 ميلًا) من ساحل البلاد ثاني أطول حاجز مرجاني في العالم. تبلغ مساحة الدولة 22,960 كيلومتر مربع (8,865 ميل مربع)، وهي مساحة أكبر قليلاً من السلفادور أو ويلز، وتبلغ مساحة الأرض الفعلية 21,400 كيلومتر مربع (8263 ميل مربع). هي الدولة الوحيدة في أمريكا الوسطى التي لا تطل على المحيط الهادئ.
تبلغ إجمالي طول الحدود البرية 516 كيلومترًا (321 ميلًا). يحدد نهري هوندو وسارستون الكثير من الحدود الشمالية والجنوبية للبلاد، بعكس الحدود الغربية التي لا تتبع سمات طبيعية وتمتد من الشمال إلى الجنوب عبر غابات الأراضي المنخفضة يتكون شمال بليز في الغالب من سهول ساحلية منبسطة ومستنقعية وغابات كثيفة. يحتوي الجنوب على سلسلة جبال منخفضة من جبال المايا. أعلى نقطة في بليز هي Doyle's Delight على ارتفاع 1124 مترًا (3688 قدمًا). جعلت الجغرافيا الوعرة لبليز أيضًا ساحل البلاد وغاباتها جذابة لمهربي المخدرات، الذين يستخدمون البلاد بوابة للمكسيك. أضافت الولايات المتحدة بليز في عام 2011 إلى قائمة الدول التي تعبر منها المخدرات.

### الحفاظ على البيئة والتنوع البيولوجي
تتمتع بليز بمجموعة متنوعة غنية من الحياة البرية بسبب موقعها بين أمريكا الشمالية والجنوبية ومجموعة واسعة من المناخات والموائل للحياة النباتية والحيوانية. انخفاض عدد السكان في بليز وحوالي 22,970 كيلومتر مربع (8،867 ميل مربع) من الأراضي غير الموزعة يجعل منها موطنًا مثاليًا لأكثر من 5000 نوع من النباتات ومئات الأنواع من الحيوانات.
تعتبر محمية Cockscomb Basin للحياة البرية التي أنشئت في 1990 في جنوب وسط بليز وتبلغ مساحتها حوالي 400 كيلومتر مربع (150 ميل مربع) من المنحدرات الشرقية لجبال المايا. هي أول محمية طبيعية لليغور في العالم.
أصبحت بليز أول دولة في العالم تحظر الصيد بشباك الجر على قاع البحار تمامًا في ديسمبر 2010. حظرت بليز في ديسمبر 2015 التنقيب عن النفط البحري في حدود كيلومتر واحد (0.6 ميل) من الحاجز المرجاني وجميع مواقع التراث العالمي السبعة.
على الرغم من هذه التدابير الوقائية، لا تزال الشعاب المرجانية مهددة من تلوث المحيطات وكذلك السياحة والشحن وصيد الأسماك غير المنضبط. تشمل التهديدات الأخرى الأعاصير، جنبًا إلى جنب مع الاحتباس الحراري وارتفاع درجة حرارة المحيطات، مما يتسبب في ابيضاض المرجان. يزعم العلماء أن أكثر من 40٪ من الشعاب المرجانية في بليز قد تضررت منذ عام 1998.

### النباتات
في حين أن أكثر من 60٪ من مساحة أراضي بليز مغطاة بالغابات المورقة، حوالي 20٪ من أراضي البلاد مغطاة بالأراضي المزروعة والمستوطنات البشرية. حصلت بليز في مؤشر سلامة المناظر الطبيعية للغابات لعام 2018 على درجة 6.15 / 10، مما جعلها تحتل المرتبة 85 عالميًا من بين 172 دولة. توجد أربع مناطق بيئية أرضية داخل حدود البلاد هي غابات بيتين فيراكروز الرطبة وغابات الصنوبر البليزية وغابات المانغروف الساحلية، وأشجار المانغروف المرجانية.
بليز هي أيضا رائدة في حماية التنوع البيولوجي والموارد الطبيعية. وفقًا لقاعدة البيانات العالمية حول المناطق المحمية، تقع 37 ٪ من أراضي بليز تحت شكل من أشكال الحماية الرسمية، مما يمنح بليز أحد أكثر أنظمة المناطق المحمية الأرضية شمولاً في الأمريكتين. حوالي 13٪ من المياه الإقليمية لبليز، التي تحتوي على حاجز بليز المرجاني، محمية أيضًا. حاجز بليز المرجاني هو أحد مواقع التراث العالمي المعترف بها من قبل منظمة اليونسكو، وهو ثاني أكبر حاجز مرجاني في العالم، بعد الحيد المرجاني العظيم في أستراليا.

### الموارد الطبيعية والطاقة
تمتلك بليز العديد من المعادن المهمة اقتصاديًا، ولكن لا توجد أي منها بكميات استثمارية. تشمل هذه المعادن الدولوميت والباريت والبوكسيت (مصدر الألمنيوم) والقصدير والذهب. كان الحجر الجيري، المستخدم في بناء الطرق، في عام 1990 هو المورد المعدني الوحيد الذي يستغل للاستخدام المحلي أو للتصدير.
الوصول إلى القدرة البيولوجية في بليز أعلى بكثير من المتوسط العالمي. كان لدى بليز 3.8 هكتار عالمي من القدرة البيولوجية للفرد داخل أراضيها في عام 2016، أي أكثر بكثير من المتوسط العالمي البالغ 1.6 هكتار للفرد. ولكن لديها عجز حيث استخدمت بليز 5.4 هكتارًا عالميًا من القدرة البيولوجية للفرد في عام 2016، وهو أكثر مما يمتلكونه بكثير.

### المناخ

خريطة بليز وفقا لتصنيف كوبن للمناخ

تتمتع بليز بمناخ استوائي مع مواسم رطبة وجافة واضحة، على الرغم من وجود اختلافات كبيرة في أنماط الطقس حسب المنطقة. تختلف درجات الحرارة حسب الارتفاع، والقرب من الساحل، والآثار المعتدلة للرياح التجارية الشمالية الشرقية قبالة البحر الكاريبي. يتراوح متوسط درجات الحرارة في المناطق الساحلية من 24 درجة مئوية (75.2 درجة فهرنهايت) في يناير إلى 27 درجة مئوية (80.6 درجة فهرنهايت) في يوليو. درجات الحرارة أعلى قليلاً في الداخل، باستثناء المرتفعات الجنوبية، مثل جبل باين ريدج، حيث يكون الجو أكثر برودة بشكل ملحوظ على مدار السنة. بشكل عام، تتميز الفصول بالاختلافات في الرطوبة وهطول الأمطار أكثر من درجات الحرارة.
يختلف متوسط هطول الأمطار بشكل كبير، من 1350 ملم (53 بوصة) في الشمال والغرب إلى أكثر من 4500 ملم (180 بوصة) في أقصى الجنوب. تكون الاختلافات الموسمية في هطول الأمطار أكبر في المناطق الشمالية والوسطى من البلاد حيث، بين يناير وأبريل أو مايو، أقل من 100 ملم (3.9 بوصة) من الأمطار شهريًا. يكون موسم الجفاف أقصر في الجنوب، وعادة ما يستمر فقط من فبراير إلى أبريل. عادة ما تحدث فترة أقصر وأقل مطرًا، والمعروفة محليًا باسم الجفاف الصغير، في أواخر يوليو أو أغسطس، بعد بداية موسم الأمطار.
تأثرت بليز في عام 2010 بشكل مباشر بإعصار ريتشارد من الفئة الثانية، والذي وصل إلى اليابسة على بعد 32 كيلومترًا (20 ميلًا) جنوب شرق مدينة بليز في حوالي الساعة 00:45 بالتوقيت العالمي المنسق في 25 أكتوبر 2010. تحركت العاصفة داخليًا نحو بلموبان، مما تسبب في أضرار تقدر بنحو 33.8 مليون دولار بليزي (17.4 مليون دولار أمريكي 2010)، في المقام الأول من الأضرار التي لحقت بالمحاصيل والمساكن. أحدث إعصار وصل إلى اليابسة في بليز كان إعصار ليزا في عام 2022.

## السياسة والحكومة

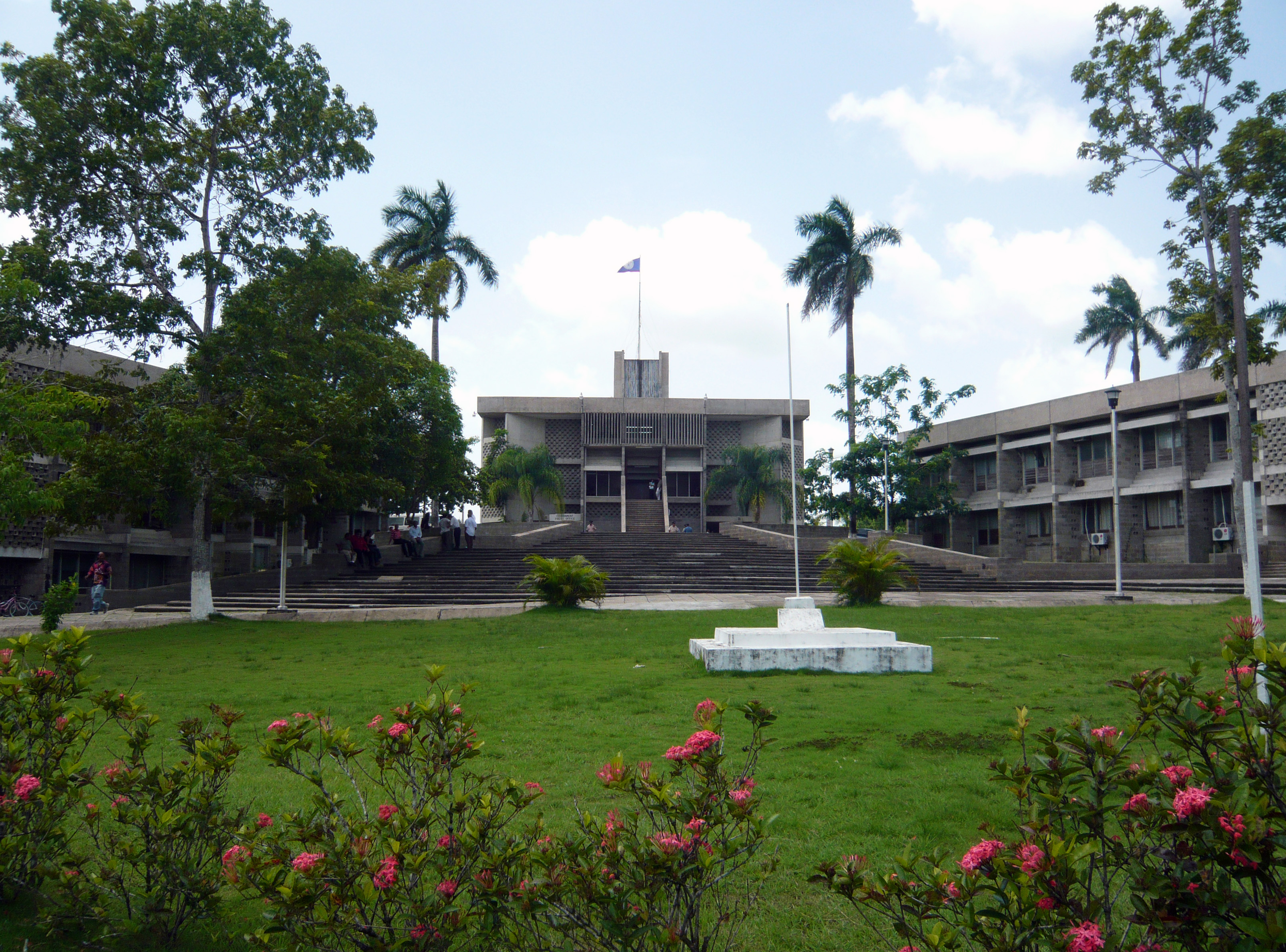
الجمعية الوطنية في بلموبان

بليز ملكية دستورية برلمانية. رأس الدولة هو الملك تشارلز الثالث، الذي يحمل لقب ملك بليز. يعيش الملك في المملكة المتحدة، ويمثله حاكم بليز العام. يمارس مجلس الوزراء السلطة التنفيذية ويقوده رئيس وزراء بليز، الذي يرأس الحكومة. وزراء مجلس الوزراء هم أعضاء في حزب الأغلبية في البرلمان وعادة ما يشغلون مقاعد برلمانية مع مناصبهم الوزارية.
تتألف الجمعية الوطنية لبليز من مجلسين مجلس النواب ومجلس الشيوخ. ينتخب أعضاء مجلس النواب البالغ عددهم 31 بشكل شعبي لمدة أقصاها خمس سنوات. يعين الحاكم العام أعضاء مجلس الشيوخ الـ 12، ويختار الأعضاء رئيس المجلس. مجلس الشيوخ مسؤول عن مناقشة واعتماد مشاريع القوانين التي يقرها مجلس النواب.
السلطة التشريعية مناطة بكل من الحكومة والبرلمان في بليز، تشمل الضمانات الدستورية حرية الكلام والصحافة والعبادة والتنقل وتكوين الجمعيات. السلطة القضائية مستقلة عن السلطتين التنفيذية والتشريعية.

### العلاقات الخارجية
بليز عضو كامل المشاركة في الأمم المتحدة وكومنولث الأمم ومنظمة الدول الأمريكية (OAS) ومنظومة التكامل في أمريكا الوسطى والجماعة الكاريبية ورابطة دول الكاريبي (ACS) ومحكمة العدل الكاريبية (CCJ) التي تعمل حاليًا محكمة استئناف نهائية لبربادوس وبليز وغيانا وسانت لوسيا فقط. بليز طرف في نظام روما الأساسي للمحكمة الجنائية الدولية.
تُستخدم حامية الجيش البريطاني في بليز في المقام الأول للتدريب على حرب الأدغال، مع إمكانية وصولهم إلى أكثر من 13000 كيلومتر مربع (5000 ميل مربع) من تضاريس الغابة.

### النزاع الإقليمي الغواتيمالي
طوال تاريخ بليز، ادعت غواتيمالا السيادة على كل أو جزء من أراضي بليز. ينعكس هذا الادعاء أحيانًا في الخرائط التي رسمتها حكومة غواتيمالا، والتي تُظهر بليز على أنها الدائرة الثالثة والعشرون في غواتيمالا. تشمل المطالبة الإقليمية الغواتيمالية بما يقرب من 53٪ من البر الرئيسي لبليز، والتي تشمل أجزاء كبيرة من أربع مقاطعات هي بليز، كايو، ستان كريكو توليدو. ما يقرب من 43٪ من سكان البلاد (≈154،949 بليزي) يقيمون في هذه المنطقة.
اعتبارًا من عام 2020، لا يزال النزاع الحدودي مع غواتيمالا بلا حل ومثير للجدل. مطالبة غواتيمالا بأراضي بليز تستند جزئيًا إلى البند السابع من المعاهدة الإنجليزية الجواتيمالية عام 1859، والتي ألزمت البريطانيين ببناء طريق بين مدينة بليز وغواتيمالا. في أوقات مختلفة، تطلبت القضية وساطة من قبل المملكة المتحدة، ورؤساء حكومات المجموعة الكاريبية، ومنظمة الدول الأمريكية (OAS)، والمكسيك، والولايات المتحدة. أجرت حكومة غواتيمالا استفتاء في 15 أبريل 2018 لتحديد ما إذا كان ينبغي للبلاد رفع مطالبتها الإقليمية على بليز إلى محكمة العدل الدولية لتسوية القضية التي طال أمدها. صوت الغواتيماليون بنسبة 95٪ بنعم على هذه المسألة. كان من المقرر إجراء استفتاء مماثل في بليز في 10 أبريل 2019، لكن حكمًا قضائيًا أدى إلى تأجيله. أجري الاستفتاء في 8 مايو 2019، واختار 55.4٪ من الناخبين إرسال الأمر إلى محكمة العدل الدولية.
قدم كلا البلدين طلبات إلى محكمة العدل الدولية (في 2018 و2019 على التوالي) وأمرت محكمة العدل الدولية بتقديم ملف غواتيمالا في ديسمبر 2020 وملف بليز المضاد بحلول عام 2022.

### مطالبات السكان الأصليين بالأراضي
أيدت بليز إعلان الأمم المتحدة بشأن حقوق الشعوب الأصلية في عام 2007، والذي نص على الحقوق القانونية للأراضي لمجموعات السكان الأصليين. أكدت قضايا قضائية أخرى هذه الحقوق مثل قرار المحكمة العليا في بليز لعام 2013 بتأييد حكمها الصادر في 2010 والذي يقر سندات ملكية الأراضي للشعوب الأصلية. على الرغم من هذه الأحكام، لم تحرز بليز تقدمًا يُذكر لدعم حقوق المجتمعات الأصلية.
اعتبارًا من عام 2017، لا تزال بليز تكافح من أجل الاعتراف بالسكان الأصليين وحقوقهم. وفقًا للتقرير الوطني الطوعي المكون من 50 صفحة والذي أعدته بليز بشأن تقدمها نحو أهداف التنمية المستدامة للأمم المتحدة لعام 2030، لم يتم أخذ مجموعات السكان الأصليين في الاعتبار في مؤشرات البلاد على الإطلاق. في الواقع، لم تضمن مجموعتي الكريول والجاريناغو في الوثيقة، وذكر المايا والمستيزو مرة واحدة فقط في كامل التقرير. اعتبارًا من أكتوبر 2018، لم يتضح بعد ما إذا كانت حكومة بليز ستسلط الضوء على عواقب المطالبة الإقليمية على حقوق أراضي السكان الأصليين قبل التصويت في الاستفتاء في عام 2019.

### التقسيم الإداري

ضواحي بليز

تنقسم بليز إلى 6 ضواحي وهي كما في الجدول. وتنقسم هذه الضواحي إلى 31 دائرة. وتتكون الحكومة المحلية في بليز من أربع وحدات محلية وهي :
مجلس المدينة ومجلس البلدة ومجلس القرية ومجلس المجتمع. يوجد مجلسين للمدينة وهما مجلس مدينة بليز ومجلس مدينة بلموبان و7 مجالس بلدات تغطي الجزء الحضري من الدولة وبينما تغطي مجالس القرى باقي الأجزاء الغير حضرية. الجدول يحتوي على إحصاء 2010.
| بليز ‏           | مدينة بليز       | 4,310 كـم2 (1,663 ميل2) | 124٬096 | 95٬292 | +30٫2% | 95٬292 | +30٫2% |
| مقاطعة كايو ‏    | San Ignacio ‏     | 5,200 كـم2 (2,006 ميل2) | 99٬118  | 75٬046 | +32٫1% | 75٬046 | +32٫1% |
| مقاطعة كوروزال ‏ | كوروزال تاون     | 1,860 كـم2 (718 ميل2)   | 49٬446  | 41٬061 | +20٫4% | 41٬061 | +20٫4% |
| Orange Walk ‏    | Orange Walk Town | 4,600 كـم2 (1,790 ميل2) | 52٬550  | 45٬946 | +14٫4% | 45٬946 | +14٫4% |
| Stann Creek ‏    | دانغريغا         | 2,550 كـم2 (986 ميل2)   | 44٬720  | 34٬324 | +30٫3% | 34٬324 | +30٫3% |
| مقاطعة توليدو ‏  | بونتا جوردا      | 4,410 كـم2 (1,704 ميل2) | 38٬557  | 30٬785 | +25٫2% | 30٬785 | +25٫2% |

## التركيبة السكانية
قدر عدد سكان بليز بنحو 419.199 نسمة في عام 2020. بلغ معدل الخصوبة الإجمالي في البلاد في عام 2009 نحو 3.6 طفل لكل امرأة، بينما بلغ معدل الولادات نحو 22.9 مولود لكل 1000 شخص (تقديرات 2018)، ومعدل الوفيات 4.2 حالة وفاة من كل 1000 شخص (تقديرات 2018).  منذ عام 1980، تغيرت التركية السكانية العرقية بشكل كبير، فقد انقلبت نسبة الكريول إلى المستيزو من 58/38 إلى 26/53 (في الوقت الحالي)، نتيجة انتقال العديد من الكريوليين إلى الولايات المتحدة الأمريكية، وارتفاع معدل مواليد المستيزو وهجرتهم من السلفادور.

### المجموعات العرقية

#### المايا
عاشت شعوب المايا في بليز ومنطقة يوكاتان منذ الألفية الثانية قبل الميلاد وفقًا للتقديرات العامة. ومع ذلك، لقي الكثير من سكان المايا الأصليين حتفهم في بليز نتيجة النزاع بين القبائل المتحاربة باستمرار، وتوفى الكثير منهم بسبب الأمراض التي أصيبوا بها إثر غزو الأوروبيين لهم وتعاملهم معهم. تسكن ثلاث مجموعات من المايا البلاد الآن: اليوكاتيون (الذين هربوا من الحرب الطائفية الضارية في ولاية يوكاتان المكسيكية في أربعينيات القرن التاسع عشر)، والموبان (هم سكان بليز الأصليون، ولكنهم أجبروا على السفر إلى غواتيمالا من قبل البريطانيين لاقتحام المستوطنات. وفي القرن التاسع عشر، عادوا إلى بليز لتجنب استعباد الغواتيماليين لهم)، والكوكشيون (هربوا أيضًا من العبودية في غواتيمالا في القرن التاسع عشر). تقطن المجموعات الأخيرة في منطقة توليدو بشكل رئيسي. يتحدث شعب المايا الإسبانية ولغاتهم الأصلية، كما يجيدون اللغة الإنجليزية والكريولية البليزية.

#### الكريول
يشكل شعب الكريول نحو 21% من سكان بليز ونحو 75% من البليزيين المهاجرين. ينحدر هذا الشعب من سكان خليج الهندوراس المستعبِدين (المستعبِدين الأوروبيين/ البيض) والأفارقة المستعبَدين الذين أحضروا عبر المحيط الأطلسي إلى بليز لقطع الأشجار؛ كضحايا للاتجار بالبشر. أمضت الفئة الأخيرة فترة قصيرة جدًا في جامايكا وبرمودا، ولكن أصولها الأساسية تعود إلى غرب إفريقيا ووسطها (ويعود العديد منهم إلى شعب الميسكيتو من نيكاراغوا). حضر سكان جزر الخليج والجامايكيون إلى البلاد في أواخر القرن التاسع عشر، ليمتزجوا مع هذه الشعوب المتنوعة مسبقًا ويخلقوا هذه المجموعة العرقية.
يعتبر الكريول مجموعة عرقية ولغوية منفصلة في جميع المناحي، ويصنف بعض السكان الأصليين أنفسهم مع الكريول، على الرغم من امتلاكهم شعر أشقر ولون عينين أزرق.
تطورت اللغة الإنجليزية الكريولية البليزية أو الكريولية خلال فترة العبودية. تاريخيًا، لم يتحدث بها سوى الأفارقة المستعبدون السابقون. ومع ذلك، أصبحت هذه المجموعة جزءًا لا يتجزأ من هوية بليز، ونتيجةً لذلك يتحدث بها الآن نحو 45% من سكان بليز. تشتق اللغة الكريولية البليزية من اللغة الإنجليزية بشكل رئيسي، إضافةً للغة الميسكيتو الأمريكية الأصلية، ولغات غرب إفريقيا والبانتو المختلفة، وهي اللغات الأصلية للأفارقة المستعبدين. ينتشر الكريوليون في جميع أنحاء بليز، ولكنهم يسكنون المناطق الحضرية بشكل أساسي، كمدينة بليز والمدن والقرى الساحلية وفي وادي نهر بليز.

#### الغاريفونا
يشكل الغاريفونيون نحو 4.5 % من سكان بليز، وهم مزيج من شعوب غرب/ وسط أفريقيا والأراواك وكاريبيو الجزيرة (أو الكالينغيون). تعود أصول هذه الفئة لأسرى أخذوا قسرًا من أوطانهم، ولكنهم لم يسجلوا هناك كعبيد. تفسر نظريتان سائدتان هذا الأمر. تدعي الأولى أنهم نجوا من تحطم مركبين بحريين مسجلين في عام 1635، بينما تدعي الثانية أنهم بطريقة ما استولوا على السفينة التي وصلوا على متنها.
وصفوا بالكاريبيين السود خطًا لسنوات عديدة. عندما استولى البريطانيون على سانت فنسنت والغرينادين بعد معاهدة باريس عام 1763، عارضهم المستوطنون الفرنسيون وحلفاؤهم من شعب الغاريفونا. ولكن في النهاية، استسلم الغاريفونيون للبريطانيين في عام 1796. فصل البريطانيون الغاريفونيون ذوو المظهر الأفريقي عن الذين يبدون مشابهين للسكان الأصليين. تعرض 5000 شخص من شعب الغاريفونا للنفي من جزيرة باليكو الغرينادينية، ولكن لم ينجو من الرحلة سوى النصف تقريبًا؛ فقد وصل نحو 2500 شخص فقط لجزيرة رواتان قبالة سواحل هندوراس. تنتمي لغة الغاريفونا إلى عائلة اللغات الأراواكية، ولكنها تضم عدد كبير من الكلمات المأخوذة من اللغات الكاريبية والإنجليزية.
كانت رواتان صغيرة جدًا وعاجزة عن دعم سكانها، ولهذا طلب الغاريفونيون من السلطات الإسبانية في الهندوراس السماح لهم بالاستقرار على ساحل البر الرئيسي. استخدمهم الأسبان كجنود ووزعوهم على طول الساحل الكاريبي لأمريكا الوسطى. استقر الغاريفونيون في خليج ساين وبونتا غوردا وبونتا نيغرا وبليز من خلال الهندوراس في أوائل عام 1802. ومع ذلك، يعتبر 19 نوفمبر 1832 التاريخ المعترف به رسميًا كيوم استقرار الغاريفونيون في دانغريغا في بليز.
وفقًا لإحدى الدراسات الجينية، يشكل سكان جنوب صحراء إفريقية 76% من أسلافهم، بينما يشكل الأراواك/ الكالينغو 20% منهم، والأوروبيون 4% تقريبًا.

#### المستيزو
يشكل شعب المستيزو أشخاص بأصول مختلطة من إسبانيا والمايا. في عام 1847، هرب أفراد هذه المجموعة إلى بليز بسبب الحرب الطائفية التي اندلعت بعد ثورة آلاف من المايا ضد الدولة في يوكاتان. قضت الحرب حينها على أكثر من ثلث السكان، واستطاع بعض الناجين عبور الحدود إلى الأراضي البريطانية. ينتشر شعب المستيزو في جميع أنحاء بليز، ولكن يقطن معظمهم في المناطق الشمالية من مدينتي كوروزال وأورانج وولك. قدم بعض أفراد المستيزو الآخرين من السلفادور وغواتيمالا والهندوراس ونيكاراغوا. يعتبر شعب المستيزو أكبر مجموعة عرقية في بليز؛ فهو يشكل نحو نصف السكان تقريبًا. تبنى مدن المستيزو حول ساحة رئيسية، وتتركز حياتهم الاجتماعية حول كنيسة كاثوليكية مبنية على أحد جانبيها. تعتبر الإسبانية اللغة الرئيسية لمعظم أفراد المستيزو وأولئك المنحدرين من أصول إسبانية، ولكن يتحدث العديد منهم الإنجليزية والكريولية البليزية بطلاقة. يتحدث العديد من المستيزو ما يعرف بالإسبانجليزية، نظرًا لتداخل تأثير اللغة الإنجليزية والكريولية. يعود اختلاط أطباق شعب المايا مع الأطباق اللاتينية إلى الجانبي المكسيكي للمستيزو، ومنها التاماليس والإسكابيتشي والكيرمولي والريلينو والإمباناداس، بينما تعود أصول ترتيّة الذرة إلى شعب المايا فقط. يستخدم المستيزو الماريمبا بشكل أساسي لعزف الموسيقى، لكنهم يعزفون الغيتار ويغنون معه أيضًا. يؤدي شعب المستيزو العديد من الرقصات في المهرجانات القروية، كرقصة الهوغ هيد والزاباتيادوس والمستيزادا والباسو دوبل وغيرها الكثير.

### اللغات
اللغة الإنجليزية هي اللغة الرسمية لبليز ويرجع هذا كون البلاد مستعمرة بريطانية سابقة. بليز هي الدولة الوحيدة في أمريكا الوسطى التي الإنجليزية هي لغتها الرسمية. اللغة الإنجليزية أيضًا هي اللغة الأساسية للتعليم العام والحكومة ومعظم وسائل الإعلام. وتستخدم أيضا كريول بليز التي تعتمد في الغالب على اللغة الإنجليزية، يتحدثها حوالي نصف سكان بليز، بغض النظر عن العرق في جميع المواقف سواء كانت حوارًا غير رسمي أو رسمي أو اجتماعي أو بين الأعراق، حتى في اجتماعات مجلس النواب. أفضل وصف للغة الكريول هو أنها اللغة المشتركة للأمة.
ما يقرب من 50٪ من سكان بليز يعرفون أنفسهم بأنهم مستيزو أو لاتينيون أو هسبانيون و50-70٪ يتحدثون الإسبانية الكاريبية لغة أم. عندما كانت بليز مستعمرة بريطانية، حظر استخدام اللغة الإسبانية في المدارس، ولكن اليوم يتحدث بها على نطاق واسع. أكثر من نصف السكان متعددي اللغات. كونها دولة صغيرة متعددة الأعراق، وتحيط بها الدول الناطقة بالإسبانية، فإن الفوائد الاقتصادية والاجتماعية من التعددية اللغوية عالية.
بليز هي أيضًا موطن لثلاث لغات المايا: كيقتشي وموبان (لغة مهددة بالانقراض) ويوكاتيك مايا . يتحدث حوالي 16,100 شخص لغة غاريفونا، ويتحدث 6900 لغة مينونايت الألمانية.

### الدين
وفقًا لتعداد عام 2010، 40.1٪ من البليزيين هم من الروم الكاثوليك، و31.8٪ من البروتستانت (8.4٪ من الخمسينية ؛ 5.4٪ من السبتية؛ 4.7٪ من الأنجليكية؛ 3.7 ٪ من المينوناتية؛ 3.6٪ من المعمدانية؛ 2.9٪ من الميثودية؛ 2.8 ٪ من الناصرية)، 1.7٪ من شهود يهوه 10.3٪ الديانات والطوائف المسيحية الأخرى (قديسي الأيام الأخيرة والهندوس والبوذيين والمسلمين والبهائيين والراستافاريين وغيرهم) و15.5٪ يصرحون بأنهم غير متدينين.
وفقًا لـPROLADES، كان 64.6٪ من السكان من الكاثوليك و27.8٪ من البروتستانت، 7.6٪ أخرى في عام 1971. حتى أواخر التسعينيات، كانت بليز دولة ذات أغلبية كاثوليكية رومانية، حيث شكل الكاثوليك 57٪ من السكان في عام 1991، وانخفضوا إلى 49٪ في عام 2000. وقد انخفضت نسبة الكاثوليك في السكان في العقود القليلة الماضية بسبب نمو الكنائس البروتستانتية والديانات الأخرى وغير التدين.
تقدر جمعية أرشيف بيانات الدين أن هناك 7776 بهائيًا في بليز في عام 2005، أو 2.5٪ من السكان، تشير تقديراتهم إلى أن هذه هي أعلى نسبة من البهائيين في أي بلد. تشير بياناتهم أيضًا إلى أن العقيدة البهائية هي ثاني أكثر الديانات شيوعًا في بليز، بعد المسيحية. يتبع الهندوسية معظم المهاجرين الهنود. كان السيخ أول المهاجرين الهنود إلى بليز (دون احتساب العمال بعقود طويلة الأجل)، وكان كبير قضاة بليز جورج سينغ ابنًا لمهاجر من السيخ.
بدأ تعداد المسلمين اليوم في الثمانينيات. بلغ عدد المسلمين 243 عام 2000 و577 عام 2010 حسب الإحصاءات الرسمية. ويشكلون 0.16٪ من السكان. يوجد مسجدان في بليز مسجد البعثة الإسلامية في بليز (IMB) ومسجد الفلاح الذي افتتح رسميًا في عام 2008 في مدينة بليز.

### التعليم
توفر رياض الأطفال والمدارس الثانوية والجامعية في بليز تعليمًا جيدًا للطلاب - تمولها الحكومة في الغالب. يوجد في بليز حوالي اثني عشر مؤسسة للتعليم العالي، وأبرزها جامعة بليز، التي نشأت عن كلية جامعة بليز التي تأسست في عام 1986. قبل ذلك، كانت كلية سانت جون، التي تأسست عام 1877، تسيطر على مجال التعليم العالي. يقع الحرم الجامعي المفتوح لجامعة جزر الهند الغربية في موقع في بليز.
التعليم في بليز إلزامي لمن تتراوح أعمارهم بين 6 و14 سنة. اعتبارًا من عام 2010، قدر معدل معرفة القراءة والكتابة في بليز بـ 79.7٪، وهو من أدنى المعدلات في نصف الكرة الغربي.

## الاقتصاد

تثميل نسبي لصادرات بليز في 2019

مصادر كهرباء بليز

تتمتع بليز باقتصاد مشاريع خاصة صغير يستند في المقام الأول على الزراعة، والسياحة، والخدمات.، مع اكتساب السياحة والبناء أهمية أكبر مؤخرًا. كما تعد الدولة منتجًا للمعادن الصناعية، [٩٧] النفط الخام. اعتبارًا من عام 2017، بلغ إنتاج النفط 320 م3/يوم (2000 برميل/يوم). في الزراعة، يظل السكر، كما في عهد الاستعمار، هو المحصول الرئيسي، حيث يمثل ما يقرب من نصف الصادرات وتعد صناعة الموز هي أكبر صناعة في البلاد. أصبحت بليز في عام 2007 ثالث أكبر مصدر لـالبابايا في العالم.
تواجه حكومة بليز تحديات مهمة للاستقرار الاقتصادي، مثل تحصيل الضرائب التي تعهدت الحكومة باتخاذ إجراءات سريعة لتحسين تحصيلها. تعزز قطاعا السياحة والتشييد في أوائل عام 1999، مما أدى إلى تقدير أولي للنمو بنسبة 4٪. لا تزال البنية التحتية تشكل تحديا رئيسيا للتنمية الاقتصادية؛ الشركاء التجاريون الرئيسيون هم الولايات المتحدة والمكسيك والمملكة المتحدة والاتحاد الأوروبي والجماعة الكاريبية.
بسبب موقعها على ساحل أمريكا الوسطى، تعد بليز وجهة شهيرة لقضاء العطلات وللعديد من تجار المخدرات في أمريكا الشمالية. وعملة بليز مرتبطة بالدولار الأمريكي وتقدم البنوك في بليز لغير المقيمين القدرة على إنشاء حسابات، لذلك ينجذب تجار المخدرات وغاسلي الأموال إلى البنوك في بليز.

### السياحة
تكاليف التنمية مرتفعة، لكن حكومة بليز جعلت السياحة ثاني أولوياتها التنموية بعد الزراعة. بلغ إجمالي عدد السائحين الوافدين 917,869 (حوالي 584,683 من الولايات المتحدة) في عام 2012 وبلغت عائدات السائحين أكثر من 1.3 مليار دولار.
بعد أن ضربت جائحة فيروس كورونا السياحة، أصبحت بليز أول دولة في منطقة البحر الكاريبي تسمح للمسافرين المحصنين بالزيارة دون اختبار كوفيد-19.

## وصلات الخارجية
- Government of Belize نسخة محفوظة 8 فبراير 2011 على موقع واي باك مشين. -موقع الحكومة الرسمي
- Belize Tourism Board - الموقع الرسمي للسياحة.